# Кипърски гърци
Кипърските гърци (на гръцки: Ελληνοκύπριοι; на турски: Kıbrıs Rumları) са етническото гръцко население на Кипър, образуващо най-голямата етнолингвистична общност на острова. Според преброяването от 2011 г. 659 115 души са записали своята етническа принадлежност като гърци, което представлява почти 99% от 667 398 кипърски граждани и над 78% от общо 840 407 жители на района, контролиран от Република Кипър. Тези цифри не включват 29 321 граждани на Гърция, пребиваващи в Кипър, етнически гърци, регистрирани като граждани на други държави, или населението на окупирания от Турция Северен Кипър.
По-голямата част от кипърските гърци са членове на Църква на Кипър – автокефална гръцка православна църква в рамките на по-широкото общество на православното християнство. По отношение на Конституцията на Кипър от 1960 г. терминът включва също арменци и католици от Латинската църква („латини“), на които е дадена възможност да бъдат включени в гръцката или турската общност и са гласували да се присъединят към първата поради общата религия.

## Население
Гърците в Кипър наброяват 659 115, според кипърското преброяване от 2011 г. В Гърция има забележителна общност от кипърци и хора от кипърски произход. В Атина общността на кипърските гърци наброява ок. 55 000 души. Има и голяма диаспора на кипърските гърци, особено в Обединеното кралство.